# Rousettus aegyptiacus
Rousettus aegyptiacus — вид рукокрилих, родини криланових.

## Поширення
Нерівномірно розподілений по Африці південніше Сахари й в Північній Африці, також проживає за межами Африки в Південно-Західній Азії в Ірані й Пакистані, також на Кіпрі від рівня моря до 4000 м над рівнем моря. Цей вид живе від посушливих до вологих тропічних та субтропічних біомів. Має широку терпимість до середовища проживання, відповідно до того чи є їжа і відповідні місця відпочинку.

## Поведінка
Харчується м'якими фруктами (фінік, ріжкове дерево, шовковиця, мелія, інжир, абрикос, персик, яблуко), квітами, інколи листям. Сідала: суворо печерний вид, який спочиває в сирих природних печерах і штучних спорудах, включаючи підземні тунелі зрошення, руїни, гробниці, шахти, військові бункери та відкриті колодязі. Часто лаштує сідала з іншими видами рукокрилих. Можливі висотні міграції в частинах ареалу (наприклад, Ліван).

## Зовнішність
Передпліччя 83—99 мм, вага 108—140 грамів. Великі надійні тварини з дуже сильними ногами та великими пальцями. Тварини з великими очима і простими вухами. Хутро коротке, спинний і черевний боки рівномірно сірого або коричневого кольору, живіт і горло у деяких тварин жовтуватого кольору. Молоді тварини сірі з більш рідким волоссям, ніж дорослі.